# Universität für Verteidigung

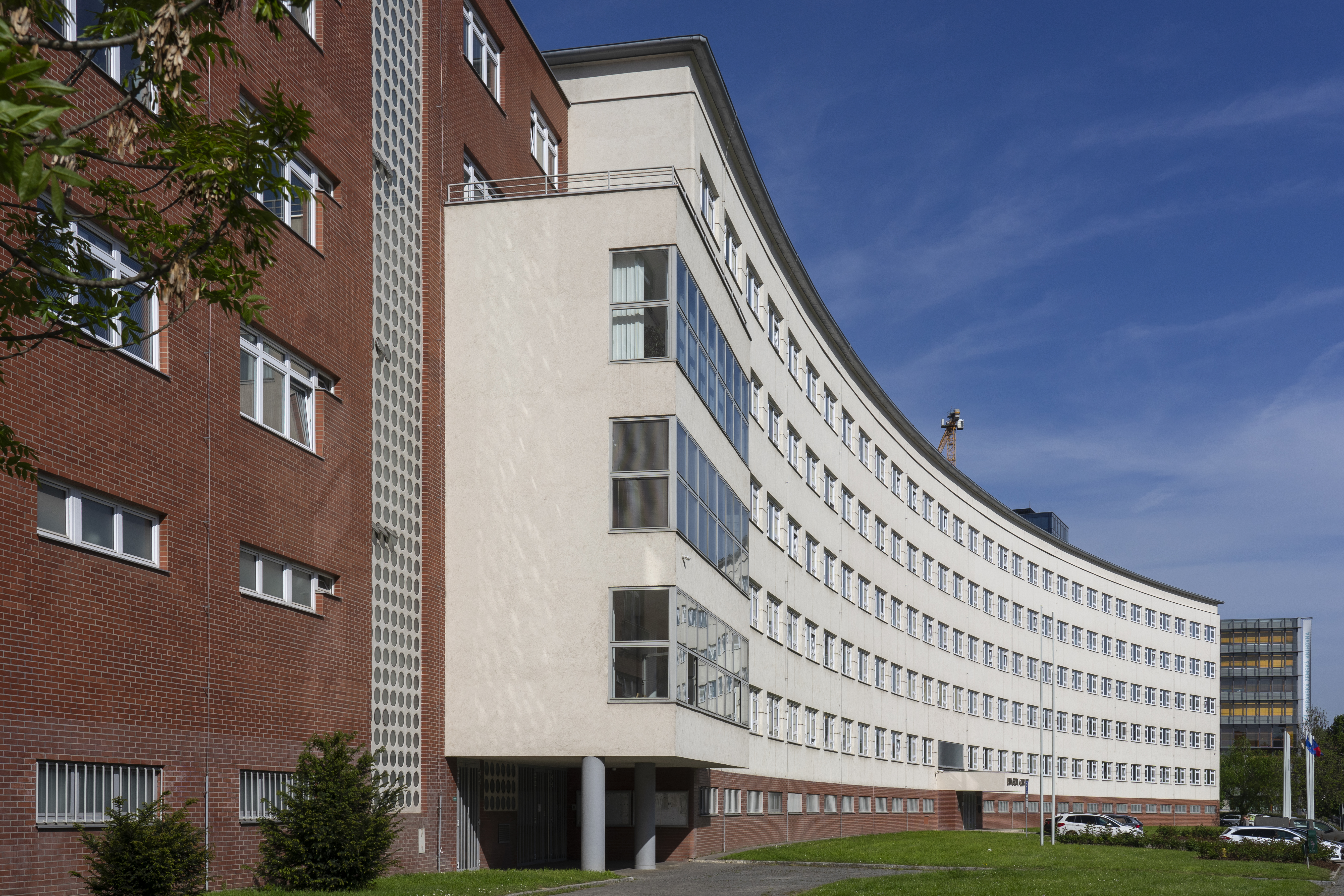
Universitätsgebäude in Brünn von Bohuslav Fuchs

Die Universität für Verteidigung, tschechisch Univerzita obrany, ist die einzige militärische Hochschule in Tschechien. Sie wurde im Jahre 2004 gegründet und entstand durch den Zusammenschluss von drei älteren Militärhochschulen. Rektor der Universität war bis 2020 Bohuslav Přikryl. Ab 2020 steht die Militärakademie unter der Leitung von Rektorin Zuzana Kročová. Sie ist Universitätsprofessorin für Molekularpathologie und Biologie. In der Armee bekleidet sie den Rang eines Brigadegenerals.

## Vorgängerhochschulen
Die einst selbständigen Vorgängerhochschulen bilden jetzt die drei Fakultäten und Institute der Universität.
- Militärakademie in Brünn (Vojenská akademie v Brně)
- Hochschule des Heeres in Vyškov (Vysoká vojenská škola pozemního vojska ve Vyškově)
- Militärische Medizinische Hochschule Johann Evangelista Purkyně in Hradec Králové (Vojenská lékařská akademie Jana Evangelisty Purkyně v Hradci Králové)

## Fakultäten und Institute
- Fakultät des militärischen Leaderships (Fakulta vojenského leadershipu), seit dem 1. September 2014 (vorher Fakultät für Ökonomie und Management)
- Fakultät für Militärische Technologien (Fakulta vojenských technologií)
- Fakultät für Militärisches Gesundheitswesen (Fakulta vojenského zdravotnictví), in Hradec Králové
- Institut für Schutz vor Massenvernichtungswaffen (Ústav ochrany proti zbraním hromadného ničení), in Vyškov